# Staroavramivka, Horol
Staroavramivka (în ucraineană Староаврамівка) este localitatea de reședință a comunei Staroavramivka din raionul Horol, regiunea Poltava, Ucraina.

## Demografie
Componența lingvistică a localității Staroavramivka
     Ucraineană (98,58%)
     Rusă (1,42%)
Conform recensământului din 2001, majoritatea populației localității Staroavramivka era vorbitoare de ucraineană (98,58%), existând în minoritate și vorbitori de rusă (1,42%).